# Jacques-Louis Kessler
Pour les articles homonymes, voir Kessler.
Jacques-Louis Kessler (né le 21 janvier 1825 à Boulay-Moselle et mort le 18 mars 1905 à Clermont-Ferrand) est un chimiste français. D'origine lorraine, il est d'abord préparateur à la faculté des sciences de Strasbourg, avant de s'installer à Clermont-Ferrand en 1870. Il utilise les propriétés de la pierre de Volvic pour l'industrie chimique, fondant l'usine Teisset-Kessler. Il s'intéresse à l'exploitation de la fluorine, notamment à destination de l'agriculture. La rue Kessler, à Clermont-Ferrand, porte son nom.